# Orbinia sertulata
Orbinia sertulata är en ringmaskart som först beskrevs av Savigny 1820.  Orbinia sertulata ingår i släktet Orbinia och familjen Orbiniidae. Arten är reproducerande i Sverige. Inga underarter finns listade i Catalogue of Life.